# Issele-Uku
Issele-Uku is een stad in Nigeria in de staat Delta. Het is de hoofdplaats van de Local Government Area (LGA) Aniocha North. De LGA had in 2006 een bevolking van 104.062 en in 2016 naar schatting een bevolking van 143.300, en dit op een oppervlakte van 406 km².
De naam van de stad is afgeleid van het Issele-volk. Nadat het nabijgelegen Asaba in 1991 de hoofdstad werd van de staat Delta, kende Issele-Uku een groei door forenzen die in de hoofdstad werken. De stad ligt aan de autoweg A232 die Benin City verbindt met Asaba.

## Religie
Issele-Uku is sinds 1973 de zetel van een rooms-katholiek bisdom. De katholieke Sint-Pauluskathedraal werd ontworpen door Demas Nwoko.